# Truttjärnen
Truttjärnen är en sjö i Borlänge kommun i Dalarna och ingår i Dalälvens huvudavrinningsområde. Sjön har en area på 0,159 kvadratkilometer och ligger 107,2 meter över havet.

## Delavrinningsområde
Truttjärnen ingår i det delavrinningsområde (670513-148834) som SMHI kallar för Utloppet av Truttjärnen. Medelhöjden är 122 meter över havet och ytan är 0,71 kvadratkilometer. Det finns inga avrinningsområden uppströms utan avrinningsområdet är högsta punkten. Vattendraget som avvattnar avrinningsområdet har biflödesordning 2, vilket innebär att vattnet flödar genom totalt 2 vattendrag innan det når havet efter 198 kilometer. Avrinningsområdet består mestadels av skog (42 procent), öppen mark (16 procent) och jordbruk (15 procent). Avrinningsområdet har 0,15 kvadratkilometer vattenytor vilket ger det en sjöprocent på 21,5 procent.